# Cyrtograpsus affinis
Cyrtograpsus affinis is een krabbensoort uit de familie van de Varunidae. De wetenschappelijke naam van de soort is voor het eerst geldig gepubliceerd in 1851 door Dana.